# うえお久光
うえお 久光（うえお ひさみつ、1974年（昭和49年） - ） は、小説家、ライトノベル作家。鹿児島県出身。
2000年度に行われた第8回電撃ゲーム小説大賞に『みークルズサジェスチョン 「ポリッシュアップルズ」』を応募、〈銀賞〉を受賞する。2002年2月、同作品は『悪魔のミカタ 魔法カメラ』と改題されて電撃文庫より出版され、小説家デビューを果たした。2005年7月からは新シリーズ『シフト』を単行本（ハードカバー）にて発表している（後に電撃文庫に移籍）。『紫色のクオリア』はライトノベル読者のみならずSFファンや評論家からも人気を集め、山本弘、大森望、鏡明らから絶賛された。
座右の銘は「天上に輝く星と我が心の内なる道徳律」。出典は覚えておらず、言葉の響きで採用した。イマヌエル・カントの『実践理性批判』に同じ言葉が記されている。
『悪魔のミカタ』シリーズは第13巻 『It/MLN』(2004.7)以降執筆が滞っていたが、13巻発売から2年5ヵ月後の2007年2月に2学期編初巻　『666 スコルピオン・オープニング』が発売される。2009年2月に『666 ノットB』が発売されて以降、2023年2月現在まで執筆活動は確認されていない。

## 作品リスト

### ライトノベル
- 悪魔のミカタ（2002年 -  電撃文庫、既刊19巻）
- シフト-世界はクリアを待っている-（2005年 -  電撃の単行本、既刊3巻）
- ジャストボイルド・オ'クロック（2006年9月 電撃文庫 ISBN 4-8402-3552-X）
- 紫色のクオリア（2009年7月 電撃文庫 ISBN 978-4-04-867904-6）
- ヴィークルエンド（2010年7月 電撃文庫 ISBN 978-4-04-868655-6）

### アンソロジー
- 電撃コラボレーション まい・いまじね〜しょん（2008年8月 電撃文庫）「ラブレターズ」

### コミカライズ
- 紫色のクオリア（作画：綱島志朗、『月刊コミック電撃大王』2011年3月号 - 2013年10月号 / 2012年2月 - 2013年10月 電撃コミックス 全3巻） - 第3巻に掌編「箱の中の手紙」を収録